# Grutle Kjellson
Grutle Kjellson właściwie Kjetil Tvedte Grutle (ur. 24 grudnia 1973 w Rogaland) – norweski muzyk, kompozytor, wokalista i instrumentalista, basista. Członek grupy Enslaved, grającej m.in.: viking metal. Wraz z Ivarem Bjørnsonem są jedynymi członkami, którzy pozostali w zespole od jego założenia. Wraz z zespołem czterokrotnie otrzymał nagrodę norweskiego przemysłu muzycznego Spellemannprisen. Muzyk współpracował również z zespołem Darkthrone, podczas nagrywania albumu Too Old, Too Cold w 2006 roku i projekcie muzycznym V:28.

## Dyskografia
- V:28 – NonAnthropogenic (2003, Vendlus Records, gościnnie)
- Manngard – Circling Buzzards (2006, Nocturnal Art Productions, gościnnie)
- Darkthrone – Too Old, Too Cold (2006, Peaceville Records, gościnnie)
- Vreid – I krig (2007, Indie Recordings, gościnnie)
- Nine Covens – ...on the Coming of Darkness (2011, Candlelight Records, gościnnie)
- Rise of Avernus - Dramatis Personæ (EP, 2015, Code666 Records, gościnnie)
- Ivar Bjørnson & Einar Selvik's Skuggsjá – Skuggsjá (A Piece For Mind & Mirror) (2016, Season of Mist, gościnnie)

## Filmografia
- Metal: A Headbanger’s Journey (2005, film dokumentalny, reżyseria: Sam Dunn, Scot McFayden)[3]
- Black Metal: A Documentary (2007, film dokumentalny, reżyseria: Bill Zebub)
- Black Metal: The Music of Satan (2011, film dokumentalny, reżyseria: Bill Zebub)